# ミルジョージ
ミルジョージ（Mill George、1975年4月12日 - 2007年10月19日） はアメリカ生まれの競走馬、種牡馬。
デビュー前にキーンランドセールで日本の中村和夫が購入、アメリカでの競走馬時代は怪我に泣き活躍できなかったが、引退後に日本で種牡馬として成功を収めた。

## 経歴

### 競走馬時代
デビューから3戦目で未勝利戦を勝ち上がった。続くアローワンスでは9ハロンを1分50秒8という好タイムで優勝し、将来を嘱望されたがその後骨折が判明、引退することになった。引退後は日本へ種牡馬として輸出された。

### 種牡馬時代
初年度産駒のロッキータイガーが地方競馬で活躍し、ジャパンカップではシンボリルドルフの2着に健闘した。その後も続々と活躍馬を輩出し続け、1989年にはノーザンテーストから全国リーディングサイアーの座を奪い取った（但し中央競馬限定ではノーザンテーストが1位だった）。
本馬の種牡馬としての活躍が呼び水となり、その後ミルリーフ系の種牡馬が数多く輸入された。
1999年に種牡馬を引退したあとは、新ひだか町の中村畜産で余生を過ごした。その後、2007年10月19日、老衰のため死亡。32歳の大往生であった。
イナリワンやオサイチジョージなどは後継種牡馬となり、地方競馬を中心に重賞勝ち馬を輩出したが、孫世代で種牡馬入りした馬はいなかった。そのため、2013年現在サラブレッド系競走馬のサイアーラインとしては途絶えてしまっている。　
ただしアラブ系においては、産駒のミスタージヨージが種牡馬リーディングで上位に入り、産駒が多くの重賞を勝つなど多大な活躍を見せた。アラブ系競走馬の生産が下火になってしまい、ごくわずかの後継種牡馬しか残せなかったが、それでも水準以上の成績であった。

## 産駒の傾向
芝やダート、重馬場などあらゆる馬場で力を発揮できる点が最大の特徴。とくにほぼすべてのレースがダートコースで行われる地方競馬では、一時期ミルジョージ産駒が圧倒的ともいえる一大勢力を築いていた。産駒の多くは豊富なスタミナを持ち、中距離以上のレースで活躍した馬が多い。その反面スピードは見劣りするところがあり、短距離ではJRAGIII止まりであった。やや晩成の傾向があり、産駒の多くは古馬になってから本格化する。
血統構成としてはナスルーラの3×4というインブリードを持っているのが特徴で、自身と同様、産駒は気性が激しくムラッ気の強い馬が多かった。イナリワンやロジータがその代表例として挙げられるように、気性の強さや闘争心の激しさがレースで良い方向に出れば高い能力を発揮することがあるため、一概に気性難血統というだけでは見限れない産駒を輩出していたのも特徴であった。イナリワンを始め、数多くの産駒に乗った柴田政人は「産駒には天才と狂気が同居した様な馬が多い」とコメントしている。

## 主な産駒
太字は勝利したGⅠ級競走。
- 1981年産
  - ロッキータイガー（帝王賞他重賞4勝）
  - エビスジョウジ（東京新聞杯）
- 1982年産
  - スーパーグラサード（新潟大賞典、エプソムカップ）
  - ユキノローズ（中山牝馬ステークス）
  - ミルコウジ（東京ダービー、ホワイトシルバー(東京大賞典など)やセントリック(東京ダービー)の父、1993年地方リーディングサイアー）
  - ワンダーヒロイン（金鯱賞2着、阪神牝馬特別2着）
- 1984年産
  - イナリワン（天皇賞・春、有馬記念、宝塚記念、東京大賞典、東京王冠賞、東京湾カップ）
  - モガミヤシマ（NHK杯、中山記念）
- 1985年産
  - ミスターシクレノン（鳴尾記念、ダイヤモンドステークス、天皇賞・春2着）
  - ジョージモナーク（オールカマー、関東盃）
  - ユーワフォルテ（新潟大賞典）
- 1986年産
  - オサイチジョージ（宝塚記念、神戸新聞杯、中京記念、中日スポーツ賞4歳ステークス、スポニチ賞金杯）
  - ロジータ（南関東三冠、東京大賞典、川崎記念他）
  - ハッピィーギネス（根岸ステークス）
- 1987年産
  - エイシンサニー（優駿牝馬、報知杯4歳牝馬特別）
  - センターショウカツ（神戸新聞杯）
  - ユートジョージ（NHK杯）
- 1988年産
  - リンデンリリー（エリザベス女王杯、ローズステークス）
- 1989年産
  - ツキノイチバン（金盃、アフター5スター賞）
- 1991年産
  - ヤシマソブリン（ラジオたんぱ賞、菊花賞2着、東京優駿3着）
  - ノーブルグラス（札幌スプリントステークス2回、スワンステークス2着）
- 1992年産
  - ジョージタイセイ（青雲賞、京浜盃、黒潮盃、東京ダービー、荒尾・中津交流サラブレッドグランプリ）
- 1993年産
  - ユーセイトップラン（アルゼンチン共和国杯、ダイヤモンドステークス2回）

### ブルードメアサイアーとしての主な産駒
- 1986年産
  - オースミシャダイ（父リアルシャダイ、阪神大賞典、日経賞、天皇賞・春3着）
- 1987年産
  - ロングアーチ（父ナイスダンサー、中日スポーツ賞4歳ステークス）
- 1988年産
  - ビックフォルテ（父ロングファスト、京都大障害・春）
- 1989年産
  - グレイドショウリ（父モガミ、東京ダービー、東京王冠賞）
  - サンエイスピード（父サンエイソロン、高崎ダービー、高崎皐月賞）
- 1991年産
  - カネミボンバー（父マジックマイルズ、東海チャンピオンシップ、ダービーグランプリ2着）
  - シスターソノ（父ナスルエルアラブ、レギュラーメンバーの母）
- 1992年産
  - キングオブダイヤ（父サンデーサイレンス、中山記念）
- 1993年産
  - エフテーサッチ（父スイフトスワロー、マリーンカップ、トゥインクルレディー賞）
  - ロバリーハート（父ジェイドロバリー、群馬記念、新潟グランプリ、迎春賞2回、東北サラブレッド大賞典、報知グランプリ、朱鷺大賞典）
- 1994年産
  - タイセイリーフ（父スターサンシャイン、北海道3歳優駿）
- 1995年産
  - セイウンスカイ（父シェリフズスター、皐月賞、菊花賞、京都大賞典、札幌記念、日経賞）
  - メイショウアヤメ（父ジェイドロバリー、阪神4歳牝馬特別2着）
  - ダイヤモンドピアス（父サクラユタカオー、アースソニック(京阪杯)の母）
- 1996年産
  - イブキガバメント（父コマンダーインチーフ、朝日チャレンジカップ、鳴尾記念）
  - アルアラン（父アルカング、オグリキャップ記念、ブリーダーズゴールドカップ）
  - ギフテッドクラウン（父プリンスオブバーズ、東京オータムジャンプ、小倉サマージャンプ）
  - ワンダールナ（父ナグルスキー、桜花賞(浦和)）
- 1997年産
  - カネツフルーヴ（父パラダイスクリーク、川崎記念、帝王賞、オグリキャップ記念、ダイオライト記念）
  - トップコマンダー（父コマンダーインチーフ、日経新春杯）
  - リードスキー（父マルゼンスキー、エーデルワイス賞）
  - マンハッタン（父アフリート、メトロノースの母）
- 1998年産
  - バンケーティング（父アジュディケーティング、ダイヤモンドカップ、岩鷲賞、不来方賞、東北ダービー、ウインターカップ、桐花賞、東北サラブレッド大賞典、北上川大賞典、マイルチャンピオンシップ南部杯2着）
  - エイシンハリマオー（父トウカイテイオー、愛知杯2着、関屋記念2着）
- 1999年産
  - ミドリノオトメ（父ライブリマウント、高知優駿）
- 2000年産
  - ヤマカツリリー（父ティンバーカントリー、フィリーズレビュー、阪神ジュベナイルフィリーズ2着、秋華賞3着）
  - ウツミジョーダン（父トロットサンダー、しらさぎ賞、トパーズカップ、ウインターカップ、金杯、北上川大賞典、報知オールスターカップ、青藍賞、川崎記念3着）
  - カネトシパッション（父リンドシェーバー、姫山菊花賞）
- 2005年産
  - シャドウシルエット（父シンボリクリスエス、オジュウチョウサン、ケイアイチョウサン(ラジオNIKKEI賞)の母）
- 2006年産
  - ブルーラッド（父シーロ、浦和記念、東京湾カップ、埼玉栄冠賞、戸塚記念）
- 2009年産
  - トウケイヘイロー（父ゴールドヘイロー、札幌記念、鳴尾記念、ダービー卿チャレンジトロフィー、函館記念、香港カップ2着）

## 血統表
| ミルジョージ (Mill George)の血統 | ミルジョージ (Mill George)の血統     | ミルジョージ (Mill George)の血統 | （血統表の出典）    | （血統表の出典） |
| 父系                             | ミルリーフ系                         | ミルリーフ系                     | ミルリーフ系        | [ § 2 ]          |
| 父 Mill Reef 1968 鹿毛           | 父の父Never Bend 1960 鹿毛           | Nasrullah                        | Nearco              | Nearco           |
| 父 Mill Reef 1968 鹿毛           | 父の父Never Bend 1960 鹿毛           | Nasrullah                        | Mumtaz Begum        |                  |
| 父 Mill Reef 1968 鹿毛           | 父の父Never Bend 1960 鹿毛           | Lalun                            | Djeddah             | Djeddah          |
| 父 Mill Reef 1968 鹿毛           | 父の父Never Bend 1960 鹿毛           | Lalun                            | Be Faithful         |                  |
| 父 Mill Reef 1968 鹿毛           | 父の母Milan Mill 1962 鹿毛           | Princequillo                     | Prince Rose         | Prince Rose      |
| 父 Mill Reef 1968 鹿毛           | 父の母Milan Mill 1962 鹿毛           | Princequillo                     | Cosquilla           |                  |
| 父 Mill Reef 1968 鹿毛           | 父の母Milan Mill 1962 鹿毛           | Virginia Water                   | Count Fleet         | Count Fleet      |
| 父 Mill Reef 1968 鹿毛           | 父の母Milan Mill 1962 鹿毛           | Virginia Water                   | Red Ray             |                  |
| 母 Miss Charisma 1967 鹿毛       | 母の父Ragusa 1960 鹿毛               | Ribot                            | Tenerani            | Tenerani         |
| 母 Miss Charisma 1967 鹿毛       | 母の父Ragusa 1960 鹿毛               | Ribot                            | Romanella           |                  |
| 母 Miss Charisma 1967 鹿毛       | 母の父Ragusa 1960 鹿毛               | Fantan                           | Ambiorix            | Ambiorix         |
| 母 Miss Charisma 1967 鹿毛       | 母の父Ragusa 1960 鹿毛               | Fantan                           | Red Eye             |                  |
| 母 Miss Charisma 1967 鹿毛       | 母の母*マタティナ Matatina 1960 鹿毛 | Grey Sovereign                   | Nasrullah           | Nasrullah        |
| 母 Miss Charisma 1967 鹿毛       | 母の母*マタティナ Matatina 1960 鹿毛 | Grey Sovereign                   | Kong                |                  |
| 母 Miss Charisma 1967 鹿毛       | 母の母*マタティナ Matatina 1960 鹿毛 | Zanzara                          | Fairey Fulmar       | Fairey Fulmar    |
| 母 Miss Charisma 1967 鹿毛       | 母の母*マタティナ Matatina 1960 鹿毛 | Zanzara                          | Sunright F-No.6-b   |                  |
| 母系(F-No.)                      | 6号族(FN:6-b)                        | 6号族(FN:6-b)                    | 6号族(FN:6-b)       | [ § 3 ]          |
| 5代内の近親交配                  | Nasrullah3×4=18.75%                  | Nasrullah3×4=18.75%              | Nasrullah3×4=18.75% | [ § 4 ]          |
| 出典                             | 1. 2. 3. 4.                          | 1. 2. 3. 4.                      | 1. 2. 3. 4.         | 1. 2. 3. 4.      |

祖母マタティナは1971年にえりも農場に輸入され、阪神3歳ステークスなどを制したサニーシプレーを輩出している。